# 빈첸초 니발리
빈첸초 니발리(이탈리아어: Vincenzo Nibali, 1984년 11월 14일~)는 이탈리아의 자전거 경기 선수이다. 투르 드 프랑스 1회(2014), 지로 디탈리아 2회(2013, 2016), 부엘타 아 에스파냐 1회(2010) 종합 우승을 달성했다.